# Max Burchardt
Max Burchardt (né le 6 mars 1885 à Berlin ; mort le 7 septembre 1914 près de Meaux en France) est un égyptologue allemand.

## Biographie
Burchardt a étudié l'égyptologie et les langues sémitiques (où il s'est surtout intéressé à l'assyriologie) à l'université Friedrich Wilhelm de Berlin et à l'université de Leipzig. Dès 1904, il devient assistant au département égyptien des Musées royaux de Berlin, et en 1905, il rejoint le « Dictionnaire de la langue égyptienne », un projet renommé qui était alors rattaché à l'Académie prussienne des sciences. Il y participe en tant que collaborateur à la dispersion et à l'évaluation des mots et travaille avec des égyptologues comme Adolf Erman, Hermann Junker et Günther Roeder. Il est employé par le projet de dictionnaire jusqu'en 1910, date à laquelle il retourne travailler au musée.

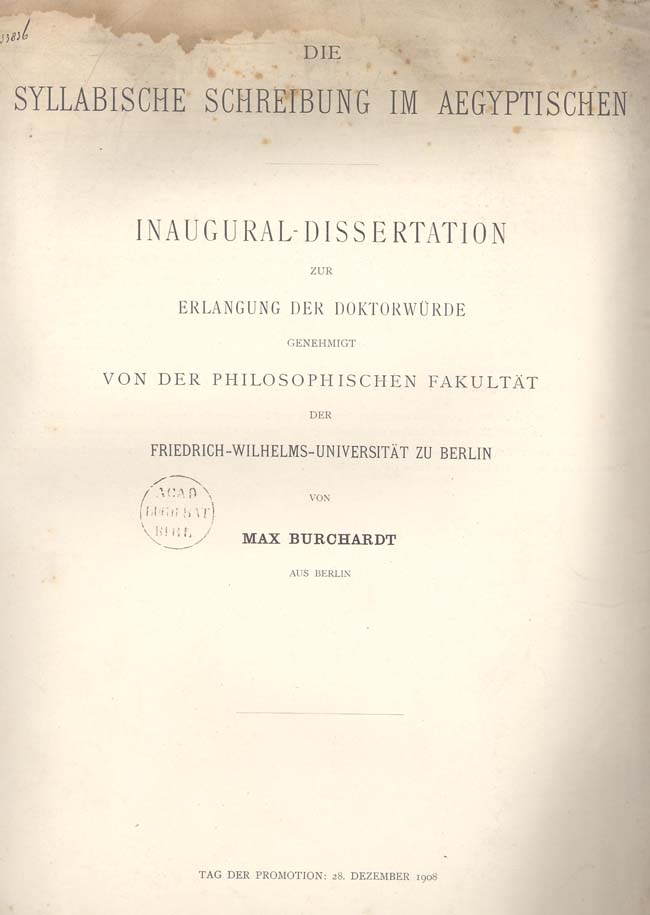
Max Burchardt, Die syllabische Schreibung im Aegyptischen (L'écriture syllabique en égyptien). Thèse de doctorat, Friedrich-Wilhelms-Universität, Berlin, 1908.

En 1908, Burchardt obtient son doctorat avec une thèse sur l'écriture syllabique en égyptien. Il élargit sa thèse de doctorat à une étude sur les mots étrangers et les noms propres de l'ancien cananéen en égyptien, publiée en deux volumes en 1909/1910. En collaboration avec Max Pieper, il élabore une autre étude sur les noms royaux égyptiens (Handbuch der aegyptischen Königsnamen, 1912). Il écrit également une série d'articles, dont treize pour la Zeitschrift für Ägyptische Sprache und Altertumskunde. Burchardt écrit également des articles pour la Realencyclopädie der classischen Altertumswissenschaft de Pauly. Au cours de l'hiver 1912/1913, il entreprend une expédition en Égypte à l'instigation d'Eduard Meyer et financée par la Société Kaiser-Wilhelm. L'expédition, qui mène Burchardt en Égypte et en Nubie, devait photographier toutes les représentations de peuples étrangers sur les monuments égyptiens, et surtout rassembler les sources égyptiennes inscrites concernant les peuples d'Europe du Sud-Est et d'Asie du Proche-Orient. À son retour, il travaille à une étude approfondie des relations égyptiennes avec d'autres peuples, pour laquelle il exploite ses découvertes.
Après le déclenchement de la Première Guerre mondiale, Burchardt devient officier dans l'armée allemande. Le 7 septembre 1914, il est grièvement blessé lors de combats près des localités françaises de Saint-Soupplets et Varreddes et succombe peu après à ses blessures.

## Publications
- Die Syllabische Schreibung im Aegyptischen. Inaugural-Dissertation zur Erlangung der Doktorwürde, genehmigt von der Philosophischen Fakultät der Friedrich-Wilhelms-Universität zu Berlin, Pries/Fritzsche, Leipzig, 1908.
- Les mots étrangers et les noms propres cananéens anciens en égyptien, 2 parties, Hinrichs, Leipzig, 1909/1910, (en ligne)
- avec Max Pieper, Handbuch der aegyptischen Königsnamen, Hinrichs, Leipzig, 1912.